# Xã Salisbury, Quận Lehigh, Pennsylvania
Xã Salisbury (tiếng Anh: Salisbury Township) là một xã thuộc quận Lehigh, tiểu bang Pennsylvania, Hoa Kỳ. Năm 2010, dân số của xã này là 13.505 người.